# Kahiwi Maihao Ridge
Kahiwi Maihao Ridge ist ein eisfreier Gebirgskamm nahe dem Zentrum der Denton Hills im ostantarktischen Viktorialand. Er ragt bis zu 1075 m auf und erstreckt sich in ost-westlicher Richtung zwischen dem Marshall Valley und dem Miers Valley.
Das New Zealand Geographic Board benannte ihn 1994 deskriptiv nach dem Begriff „Kahiwi Maihao“ (deutsch: „Finger“) aus dem Māori.